# نعناکوهی سپیدمو
نعناکوهی سپیدمو (نام علمی: Pycnanthemum incanum) نام یک گونه از تیره نعناعیان است.